# Listă de comitate din statul Mississippi

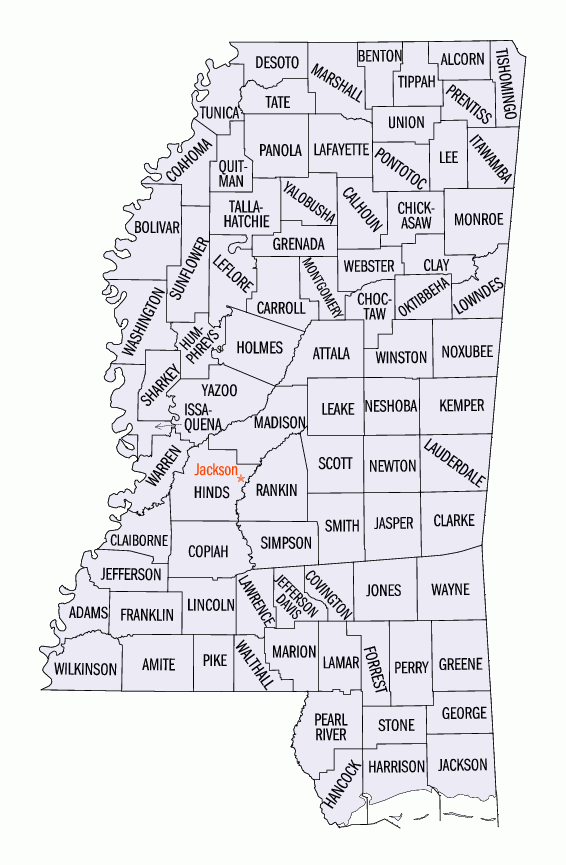
Comitate din statul Mississippi, SUA

Această pagină este o listă a celor 82 de comitate din statul Mississippi.
- Vedeți statul Mississippi
- Vedeți Listă de comitate din statul Mississippi
- Vedeți Listă de orașe din statul Mississippi
- Vedeți Listă de târguri din statul Mississippi
- Vedeți Listă de sate din statul Mississippi
- Vedeți Listă de comunități neîncorporate din statul Mississippi
- Vedeți Listă de comunități desemnate pentru recensământ din statul Mississippi
- Vedeți Listă de localități dispărute din statul Mississippi

Statul Mississippi nu are ca subdiviziuni teritoriale
- districte
- rezervații amerindiene și
- zone de teritoriu neorganizat.

### Comitatele statului Mississippi
| Comitatul         | Populația 1 iulie 2007 | Sediul             | Populația 1 iulie 2007 |
| ----------------- | ---------------------- | ------------------ | ---------------------- |
| Adams             | 31.710                 | Natchez            | 16.637                 |
| Alcorn            | 35.609                 | Corinth            | 14.288                 |
| Amite             | 13.345                 | Liberty            | 676                    |
| Attala            | 19.600                 | Kosciusko          | 7363                   |
| Benton            | 8037                   | Ashland            | 566                    |
| Bolivar           | 37.635                 | Cleveland Rosedale | 12.447 2355            |
| Calhoun           | 14.591                 | Pittsboro          | 206                    |
| Carroll           | 10.304                 | Carrollton         | 394                    |
| Chickasaw         | 18.974                 | Houston Okolona    | 3899                   |
| Choctaw           | 9052                   | Ackerman           | 1524                   |
| Claiborne         | 10.999                 | Port Gibson        | 1667                   |
| Clarke            | 17.414                 | Quitman            | 2343                   |
| Clay              | 20.969                 | West Point         | 11.372                 |
| Coahoma           | 27.543                 | Clarksdale         | 18.296                 |
| Copiah            | 29.317                 | Hazlehurst         | 4384                   |
| Covington         | 20.361                 | Collins            | 2740                   |
| DeSoto            | 149.393                | Hernando           | 11.110                 |
| Forrest           | 78.241                 | Hattiesburg,       | 50.233                 |
| Franklin          | 8312                   | Meadville          | 496                    |
| George            | 21.937                 | Lucedale           | 2990                   |
| Greene            | 13.137                 | Leakesville        | 1023                   |
| Grenada           | 23.076                 | Grenada            | 14.682                 |
| Hancock           | 39.687                 | Bay St. Louis      | 8202                   |
| Harrison          | 176.105                | Gulfport Biloxi    | 66.271 44.292          |
| Hinds             | 249.157                | Jackson            | 175.710                |
| Holmes            | 20.461                 | Lexington          | 1873                   |
| Humphreys         | 9994                   | Belzoni            | 2418                   |
| Issaquena         | 1675                   | Mayersville        | 652                    |
| Itawamba          | 23.034                 | Fulton             | 4048                   |
| Jackson           | 130.098                | Pascagoula         | 23.452                 |
| Jasper            | 18.071                 | Bay Springs        | 2182                   |
| Jefferson         | 8960                   | Fayette            | 1994                   |
| Jefferson Davis   | 12.813                 | Prentiss           | 1019                   |
| Jones             | 66.763                 | Laurel             | 18.405                 |
| Kemper            | 10.109                 | De Kalb            | 891                    |
| Lafayette         | 42.716                 | Oxford             | 14.911                 |
| Lamar             | 47.698                 | Purvis             | 2595                   |
| Lauderdale        | 77.100                 | Meridian           | 38.314                 |
| Lawrence          | 13.341                 | Monticello         | 1707                   |
| Leake             | 22.828                 | Carthage           | 4808                   |
| Lee               | 80.349                 | Tupelo             | 36.058                 |
| Leflore           | 35.088                 | Greenwood          | 16.151                 |
| Lincoln           | 34.529                 | Brookhaven         | 9979                   |
| Lowndes           | 59.614                 | Columbus           | 24.025                 |
| Madison           | 89.387                 | Canton             | 12.519                 |
| Marion            | 25.735                 | Columbia           | 6538                   |
| Marshall          | 36.695                 | Holly Springs      | 8029                   |
| Monroe            | 37.078                 | Aberdeen           | 6067                   |
| Montgomery        | 11.491                 | Winona             | 4666                   |
| Neshoba           | 30.236                 | Philadelphia       | 7922                   |
| Newton            | 22.329                 | Decatur            | 1919                   |
| Noxubee           | 11.874                 | Macon              | 2763                   |
| Oktibbeha         | 43.898                 | Starkville         | 23.856                 |
| Panola            | 35.408                 | Batesville         | 7776                   |
| Pearl River       | 57.071                 | Poplarville        | 2943                   |
| Perry             | 12.205                 | New Augusta        | 695                    |
| Pike              | 39.798                 | Magnolia           | 2091                   |
| Pontotoc          | 28.862                 | Pontotoc           | 5885                   |
| Prentiss          | 25.378                 | Booneville         | 8543                   |
| Quitman           | 8910                   | Marks              | 1786                   |
| Rankin            | 138.362                | Brandon            | 20.584                 |
| Scott             | 28.895                 | Forest             | 6003                   |
| Sharkey           | 5571                   | Rolling Fork       | 2091                   |
| Simpson           | 27.824                 | Mendenhall         | 2528                   |
| Smith             | 16.009                 | Raleigh            | 1249                   |
| Stone             | 15.731                 | Wiggins            | 4747                   |
| Sunflower         | 30.964                 | Indianola          | 10.924                 |
| Tallahatchie      | 13.260                 | Charleston         | 1916                   |
| Tate, Mississippi | 26.910                 | Senatobia          | 7176                   |
| Tippah            | 21.160                 | Ripley             | 5660                   |
| Tishomingo        | 19.053                 | Iuka               | 2946                   |
| Tunica            | 10.453                 | Tunica             | 1069                   |
| Union             | 26.907                 | New Albany         | 8059                   |
| Walthall          | 15.360                 | Tylertown          | 1923                   |
| Warren            | 48.866                 | Vicksburg          | 25.454                 |
| Washington        | 55.644                 | Greenville         | 36.178                 |
| Wayne             | 21.096                 | Waynesboro         | 5661                   |
| Webster           | 9789                   | Walthall           | 160                    |
| Wilkinson         | 10.266                 | Woodville          | 1163                   |
| Winston           | 19.705                 | Louisville         | 6673                   |
| Yalobusha         | 13.672                 | Water Valley       | 3929                   |
| Yazoo             | 27.187                 | Yazoo City         | 11.520                 |

## Legături interne
- Vedeți statul Mississippi
- Vedeți Listă de comitate din statul Mississippi
- Vedeți Listă de orașe din statul Mississippi
- Vedeți Listă de târguri din statul Mississippi
- Vedeți Listă de sate din statul Mississippi
- Vedeți Listă de comunități neîncorporate din statul Mississippi
- Vedeți Listă de comunități desemnate pentru recensământ din statul Mississippi
- Vedeți Listă de localități dispărute din statul Mississippi

Statul Mississippi nu are ca subdiviziuni teritoriale
- districte
- rezervații amerindiene și
- zone de teritoriu neorganizat.

## Alte legături interne
- Categorie:Liste de comitate din Statele Unite ale Americii după stat
- Categorie:Liste de orașe din Statele Unite după stat
- Categorie:Liste de târguri din Statele Unite după stat
- Categorie:Liste de districte civile din Statele Unite după stat
- Categorie:Liste de sate din Statele Unite după stat
- Categorie:Liste de comunități neîncorporate din Statele Unite după stat
- Categorie:Liste de localități dispărute din Statele Unite după stat
- Categorie:Liste de comunități desemnate pentru recensământ din Statele Unite după stat
- Categorie:Liste de rezervații amerindiene din Statele Unite după stat
- Categorie:Liste de zone de teritoriu neorganizat din Statele Unite după stat